# ونتورت (داکوتای جنوبی)
ونتورت(به انگلیسی: Wentworth) شهری در ایالت داکوتای جنوبی کشور ایالات متحده آمریکا است که جمعیت آن در سرشماری سال ۲۰۱۰ میلادی، ۱۷۱ نفر بوده‌است.